# Победа (газета)
Победа — феодосийская ежедневная городская газета. Основана в 1918 году. Текущее название носит с 1944 года. В настоящее время — орган Феодосийского городского совета.

## История
Выпуск газеты начался 1 марта 1918 года когда Совет рабочих, военных и крестьянских депутатов Феодосии принял решение выпускать «Феодосийскую Советскую Газету», определив её главную задачу — освещение жизни трудового народа. Выпуск прервался во время власти ВСЮР и Врангеля и возобновился в 1921 году под названием «Известия». Газета меняла названия «Южная Коммуна», «К работе!», «Рабочий и крестьянин». В 1926—1927 годах не издавалась.
В декабре 1928 году газету очередной раз была переименована в «Пролетарий на феодосийском курорте», выходивший по декадам, и издававшийся до оккупации Феодосии немецко-румынскими войсками в октябре 1941 года. После освобождения города 13 апреля 1944 года возобновилось издание «Пролетария». 16 июля 1944 года газета вышла под названием «Победа». Орган Феодосийского горкома КП Украины и Феодосийского совета депутатов трудящихся. В настоящее время — орган Феодосийского городского совета, который является также и учредителем издания.
Газета подробно освещала празднование 2500 летия города в 1971 году, неофициальный визит в город Л. И. Брежнева в 1979 году, вручение городу в 1982 году ордена Отечественной войны I степени и грамоты Президиума Верховного Совета СССР. Подписки газеты за век издания являются материалом для изучения истории города. Они хранятся в ряде библиотек России.
В 2018 году торжественно отмечалось столетие издания. Основные события прошли в Музыкальной школе № 1 Феодосии. Госпредприятие «Почта Крыма» провело церемонию спецгашения почтовых открыток, посвящённых юбилею.
Главный редактор Фомина В. Н.. Адрес редакции Феодосия, ул. Земская, 8. В настоящее время газета выходит ежедневно. Формат А3, цветная печать, объём 16 страниц. Распространение в розницу и по подписке. Существует сайт и электронная версия газеты.